# Paul Douglas
Paul Douglas egentlig Paul Douglas Fleischer (11. april 1907 – 11. september 1959) var en amerikansk skuespiller.

## Karriere
Douglas begyndte sin karriere som teaterskuespiller. Han fik sin Broadway debut i 1936 som radiospeakeren i Doty Hobart og Tom McKnight's Double Dummy på John Golden Theatre. I 1946 vandt han både en Theatre World Award og en Clarence Derwent Award for hans portræt af Herry Brock i Garson Kanin's Born Yesterday.
Douglas begyndte sin filmoptræden i 1949. Han vil nok bedst blive husket for sine to baseball comedy film, Angels in the Outfield (1951) og It Happens Every Spring (1949). Han spillede også Richard Widmark's politimakker i 1950-thrilleren Panic in the Streets, Porter Hollingsway i A Letter to Three Wives (1949), Sgt. Kowalski i The Big Lift (1950), forretningsmanden Josiah Walter Dudley i Executive Suite (1954) og en svindler der konvertere om til munk i When in Rome (1952). Douglas var vært på Oscaruddelingen i marts 1950. Han arbejdede også på radioen som speaker på The Ed Wynn Show, og han var den første vært på NBC Radio's The Horn & Hardart Children's Hour. 
Douglas var oprindeligt castet i 1960-udgaven af The Twilight Zone kaldet "The Mighty Casey", en rolle skrevet til ham af Rod Serling baseret på hans rolle i Angels in the Outfield, men Douglas døde den samme uge som produktionen af afsnittet blevet færdigt. Hans rolle blev overtaget af Jack Warden, og det meste af afsnittet blev filmet om, nogle måneder senere.

## Privatliv
I januar 1942, giftede Douglas sig med skuespilleren Virginia Field; Virginia var gravid i 2. måned. De flyttede til Budapest i Ungarn i februar 1942, hvor sønnen Johnnie Douglas blev født den 2. marts 1942. Paul fandt ud af at Virginia havde en affære med Dick Powell, og de blev separeret i december 1945. De blev skilt den 30. januar 1946, i Budapest, Ungarn og Douglas flyttede tilbage til Californien for at fortsætte sin skuespiller karriere. Efter 3 1/2 års tid som single, mødte han Jan Sterling i MGM Studios. De blev gift den 22. juni 1950, i Palm Springs, Californien og flyttede senere til Burlington, Vermont, hvor deres datter, Celia Douglas, blev født den 30. august 1954.

## Død
Paul Douglas døde af et hjerteanfald i Hollywood, Californien den 11. september 1959, i en alder af 52 år.